# Йираскова, Йиржина
Йиржина Йираскова (чеш. Jiřina Jirásková; 17 февраля 1931, Прага, Чехословакия — 7 января 2013, Прага, Чехия) — чешская актриса, общественный и политический деятель. С 2002 по 2011 годы возглавляла чешский филиал международной организации помощи детям ЮНИСЕФ.

## Карьера
Йиржина Йираскова родилась в Праге в семье почтового клерка и театральной актрисы. Училась в Пражской консерватории, однако позднее перевелась в Академию музыкальных искусств, которую окончила в 1950 году. После окончания учёбы год проработала в региональном театре в Градец-Кралове, а в 1951 году в возрасте 20 лет дебютировала на сцене театра на Виноградах, в котором провела почти 60 лет, а с 1990 по 2000 годы даже занимала пост его директора.
В 50-х годах XX века Йираскова появилась на телеэкранах — она приняла участие в съёмках первого чехословацкого сериала «Семья Благовых» (чеш. Rodina Bláhova). Первым полнометражным фильмом с участием актрисы стала вышедшая в 1960 году картина «Авария» (чеш. Smyk) режиссёра Збынека Бриниха. В том же году она появилась также в таких фильмах, как «Каждый грош хорош» (чеш. Kazdá koruna dobrá и «Взгляд в глаза» (чеш. Pohled do očí), а также начала сотрудничество с комедийным режиссёром Зденеком Подскальским.
В период чехословацкой «нормализации» Йирасковой пришлось прервать свою актёрскую деятельность из-за запрета властями страны, связанного, по её собственным словам, с несогласием с реформами 60-х годов. После возвращения на экране в начале 80-х она снялась ещё в большом ряде кинокартин, наиболее известной из которых стали «Сестрички» (чеш. Sestricky), вышедшие в 1983 году.
С 2002 по 2011 годы актриса занимала пост председателя чешского комитета ЮНИСЕФ.

## Личная жизнь
Йиржина Йираскова на протяжении двух лет была замужем за актёром Йиржи Плескотом. Позднее на протяжении 27 лет жила с режиссёром Зденеком Подскальским. Детей нет.

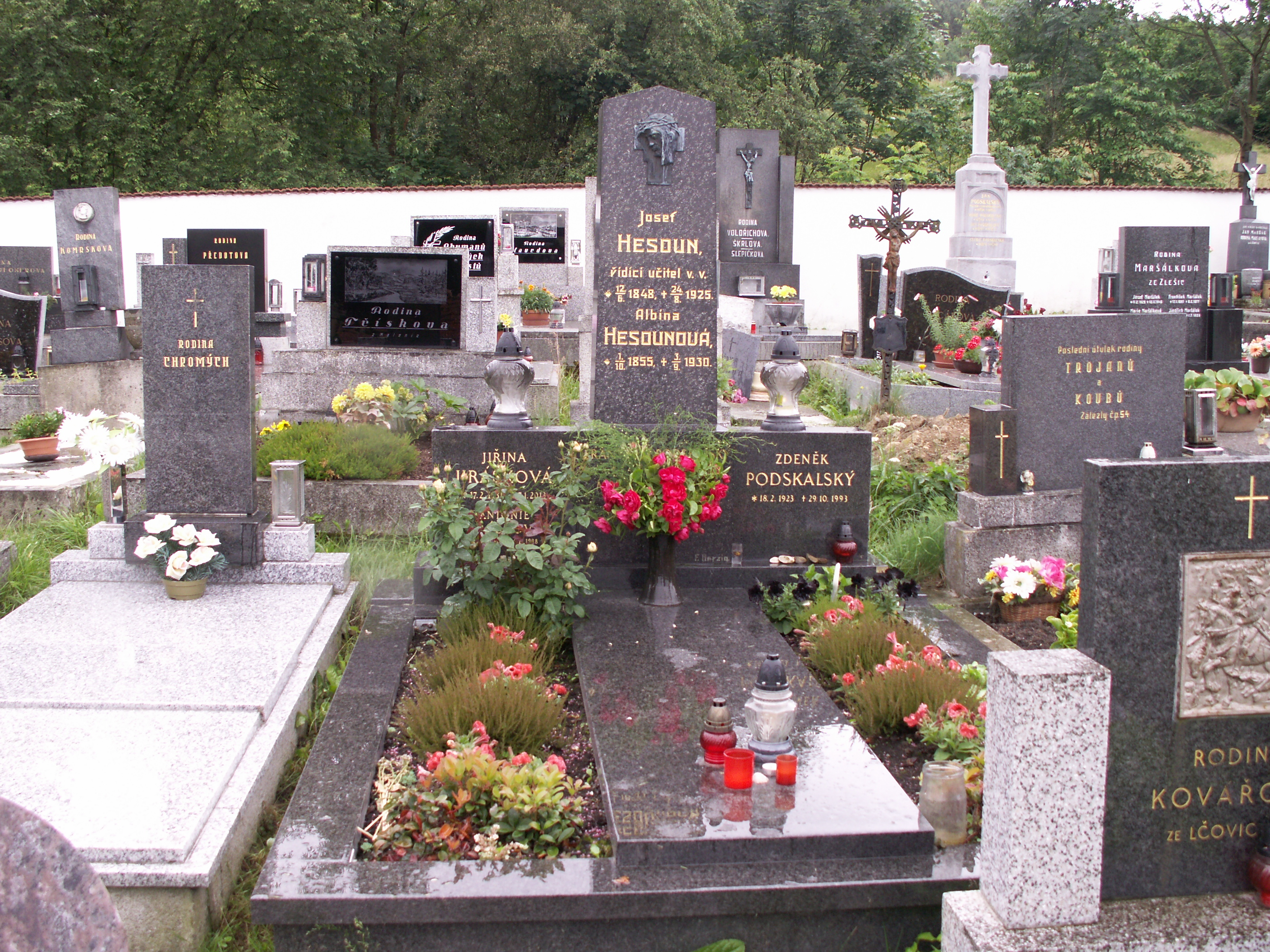
Могила Йиржины Йирасковой и Зденека Подскальского в Маленице

Актриса скончалась 7 января 2013 года в возрасте 81 года в своей пражской квартире после продолжительной болезни.

## Избранная фильмография
Полная фильмография 40-летней карьеры актрисы Йиржины Йирасковой насчитывает более 140 кинокартин.
- 1960 — Авария (Smyk)
- 1961 — Каждый грош хорош (Každá koruna dobrá)
- 1961 — Взгляд в глаза (Pohled do očí)
- 1963 — Эйнштейн против Бабинского (Einstein kontra Babinský)
- 1964 — Отвага на каждый день (Každý den odvahu)
- 1964 — Ковер и мошенник (Čintamani a podvodník)
- 1965 — Блуждание (Bloudění)
- 1965 — Тридцать один градус в тени (Třicet jedna ve stínu)
- 1966 — Дедушка, Килиан и я (Dědeček, Kylián a já)
- 1966 — Отель для чужестранцев (Hotel pro cizince – Marie)
- 1967 — Дом потерянных душ (Dům ztracených duší) — доктор Радка Дворжакова
- 1967 — Как избавиться от Геленки (Jak se zbavit Helenky)
- 1968 — Наша безумная семья (Naše bláznivá rodina)
- 1969 — Я, печальный Бог (Já, truchlivý bůh)
- 1969 — Дело для начинающего палача (Případ pro začínajícího kata)
- 1969 — Джентльмены (Světáci)
- 1970 — Дьявольский медовый месяц (Ďábelské líbánky)
- 1970 — На комете (Na kometě)
- 1979 — Юлик (Julek)
- 1980 — Хит (Trhák)
- 1980 — В поисках дома (Útěky domů)
- 1981 — Вынужденное алиби (Křtiny)
- 1982 — Как мир теряет поэтов (Jak svět přichází o básníky)
- 1982 — Сбор винограда (Vinobraní)
- 1983 — Ботинок по имени Мелихар (Bota jménem Melichar)
- 1983 — Катапульта (Katapult)
- 1983 — Сестрички (Sestřičky)
- 1983 — Солнце, сено, ягоды (Slunce, seno, jahody)
- 1986 — Мой грешный муж (Můj hříšný muž)
- 1986 — Шестой приговор (Šiesta veta)
- 1987 — Когда в раю идёт дождь (Když v ráji pršelo)
- 1989 — История 88 (Příběh ’88)
- 1989 — Солнце, сено и пара оплеух (Slunce, seno a pár facek)
- 1990 — Летающие кроссовки (Motýlí čas)
- 1991 — Солнце, сено, эротика (Slunce, seno, erotika)
- 1995 — Фани (Fany)
- 2005 — Ангел (Anděl Páně)
- 2006 — Рафтеры (Rafťáci)
- 2012 — Любовь и морщины (Vrásky z lásky)
- 2013 — Донжуаны (Donšajni)